# Meow (film)
Pour les articles homonymes, voir Meow (homonymie).
Pour plus de détails, voir Fiche technique et Distribution.
Meow (喵星人, Miao xing ren) est une comédie hongkongaise produite et réalisée par Benny Chan et sortie en 2017 à Hong Kong. Il raconte l'histoire d'un père de famille qui adopte un énorme chat extraterrestre envoyé pour envahir la Terre.
Co-produit par Louis Koo et doté d'un budget de 14,5 millions US$, il ne totalise que 7,1 millions US$ de recettes,. Meow est l'onomatopée anglaise de « miaou  ».

## Synopsis
Dans les recoins éloignés de l'univers existe une planète peuplée de chats connue sous le nom de Meow et où ces créatures sont plus civilisées que les terriens. Il y a des milliers d'années, le roi de Meow a envoyé des messagers enquêter sur la Terre, afin de préparer une invasion. Cependant, aucun de ces messagers n'est jamais revenu, obligeant le roi à ajourner ses plans.
De nos jours, le roi décide de ressortir son plan et choisit le guerrier le plus courageux et le plus puissant de Meow, Pudding, pour être envoyé en mission de reconnaissance sur la Terre. Cependant, pendant le voyage, Pudding perd l'appareil lui permettant de résister aux particules de la Terre et perd ses pouvoirs divins en conséquence. Il atterrit ainsi sous la forme d'un chat géant qui est adopté comme animal de compagnie par une famille composée de Ng Sau-lung (Louis Koo), sa femme Chow Lai-chu (Ma Li (en)), leur fils aîné Ng Yau-choi (Andy Wong) et leur fille cadette Ng Yau-yau (Jessica Liu), et est renommé Sai-sai-lei. Il n'a d'autre choix que de se cacher dans la maison des Ng en attendant de retrouver son appareil et envahir la Terre. Dans sa première phase d'invasion, il prévoit de causer le chaos dans la famille Ng mais après avoir vécu en son sein, il est ému par l'amour et la sincérité de la famille et perd son désir guerrier. Cependant, il récupère un jour son appareil.

## Fiche technique
- Titre original : 喵星人
- Titre international : Meow
- Réalisation : Benny Chan
- Scénario : Chan Hing-ka, Ho Miu-kei et Poon Chun-lam
- Photographie : Edmond Fung
- Montage : Yau Chi-wai
- Musique : Wong Kin-wai
- Production : Benny Chan
- Société de production : One Cool Film Production, Emperor Film Production Company (en), Gravity Pictures Film Production, iQiyi Motion Pictures (Pékin), Pomelo Film Company et Dalian Erdong Filming and Culture
- Société de distribution : Emperor Motion Pictures
- Pays de production :  Hong Kong
- Langue originale : cantonais
- Format : couleur
- Genre : comédie
- Durée : 100 minutes
- Dates de sortie :
  - Chine : 14 juillet 2017
  - Hong Kong et Australie : 20 juillet 2017
  - Royaume-Uni, États-Unis et Viêt Nam : 21 juillet 2017
  - Nouvelle-Zélande : 27 juillet 2017
  - Singapour : 3 août 2017

## Distribution
- Louis Koo : Ng Sau-lung
- Ma Li (en) : Ng Chow Lai-chu
- Jessica Liu : Ng Yau-yau
- Andy Wong : Ng Yau-choi
- Michelle Wai (en) : Mlle Lee
- Louis Yuen (en) : Mr Lam
- Grasshopper (en) : le trio d'escrocs
- Lo Hoi-pang : un collecteur de dettes
- Allen
- Chui Ka-lok : Pudding
- Lam Chi-chung (en)
- Harriet Yeung : Mlle Kam
- Carl Ng (en) : un médecin

## Production

### Développement
Dans le making-of, le producteur et réalisateur Benny Chan déclare que l'histoire de Meow est à l'origine de Louis Koo lorsque ce dernier a dit à Chan qu'il voulait faire un film sur les chats, ce qui a amené Chan à avoir l'idée de chats d'une autre planète.

### Effets visuels
Afin de créer le chat géant du film, Sai-sai-lei (犀犀利), trois sociétés d'effets visuels sont employées pour créer plus de 1 000 plans d'effets. Sur ces trois sociétés, deux d'entre elles sont hongkongaises tandis que la dernière est sud-coréenne, et elles sont chargées de créer séparément la tête, le bas du corps et le corps entier de Sai-sai-lei.

## Sortie
La société pour la prévention de la cruauté envers les animaux de Hong Kong (en) (SPCA) organise une projection de charité pour l'avant-première de Meow le 16 juillet 2017 au cinéma Metroplex du centre d'exposition et de commerce international de Kowloonbay (en) afin de collecter des fonds pour les animaux abandonnés, traités avec cruauté ou blessés dans des accidents. Le film sort ensuite en salle à Hong Kong le 20 juillet 2017.